# Distretto di Ohangaron
Il distretto di Ohangaron è uno dei 15 distretti della Regione di Tashkent, in Uzbekistan.

## Insediamenti
Il capoluogo è Ohangaron. Altra città del distretto è Olmaliq.